# Raggruppamento centri militari
Il Raggruppamento centri militari o Raggruppamento "Invrea" (dal nome del comandante), in seguito ridenominato Raggruppamento "Frecce Rosse", fu un'unità straniera in servizio nel Regio Esercito italiano durante la seconda guerra mondiale.

## Storia

### Premesse
L'idea di formare reparti stranieri,  principalmente arabi in funzione anti-britannica,  fu delineata dal Servizio Informazioni Militare (SIM) e dal Comando Supremo dell'Esercito nel novembre del 1941, doveva la sua paternità ad un'informativa del generale Fedele De Giorgis del giugno 1941 dopo una missione in Siria. L'impulso decisivo venne da due eventi. In primo luogo, la guerra anglo-irachena del 1941 che nonostante l'esito, dimostrò la possibilità, di colpire gli inglesi in un'area vitale per l'approvvigionamento energetico sostenendo il nazionalismo arabo. Il secondo evento fu l'arrivo a Roma, il 10 ottobre dello stesso anno, del Gran Mufti di Gerusalemme Amin al-Husseini, padre del nazionalismo arabo e capo dell'organizzazione "Nazione Araba" votata all'ottenimento dell'indipendenza di Siria, Iraq, Palestina e Transgiordania. Il Gran Mufti, insieme all'ex-primo ministro iracheno Rashid Ali al-Kaylani, si adoperò presso i governi italiano e tedesco per la creazione di una legione araba che arruolasse profughi iracheni, siriani e palestinesi, operai arabi al servizio degli inglesi fatti prigionieri dalle forze dell'Asse, magrebini dei possedimenti francesi, marocchini spagnoli del Rif.

### Vicende organiche
Su imitazione di quanto fatto dai tedeschi con le loro truppe straniere nella Wehrmacht e nelle Waffen-SS, anche il Regio Esercito nel 1942 decise di arruolare personale straniero. Queste unità, oltre a fornire personale esperto del proprio territorio, rispondevano anche ad una logica politica e propagandistica. Fin dagli anni venti il regime fascista si proponeva come interlocutore dei movimenti anti-britannici del medio-oriente. Il Regno d'Italia appoggiava politicamente ed economicamente, tramite il Servizio informazioni militare ed in concorrenza con la Germania nazista, l'indipendentismo del movimento panarabo e la causa palestinese del Gran Mufti di Gerusalemme Amin al-Husseini, così come fornì aiuti, anche militari, al regno dell'Iraq durante la guerra anglo-irachena del 1941. Sempre nell'ottica anti-britannica, il regime appoggiava il Movimento d'indipendenza indiano. Facendo propri gli obiettivi di questi movimenti, le forze armate raccolsero adesioni per la formazione di unità straniere.
Il generale Ugo Cavallero, capo di stato maggiore dell'esercito, di concerto con il ministro degli affari esteri Costanzo Ciano, istituì, il 1º maggio 1942, il primo di questi reparti, il Centro Militare Arabo o Centro Militare "A", con data di mobilitazione fissata per il 10 maggio successivo. Il reparto fu formato nel XVII Corpo d'Armata presso il deposito del 1º Reggimento "Granatieri di Sardegna" a Roma e venne affidato al tenente colonnello Massimo Invrea. A giugno del 1942, terminato l'addestramento di questo primo reparto, il Comando Supremo decise di sviluppare un'organizzazione più complessa, basata su Centri Militari inizialmente delle dimensioni di una compagnia di fanteria, omogenei per nazionalità, da impiegare per compiti informativi e per operazioni speciali. Il 2 luglio 1942 nasceva così il Raggruppamento Centri Militari, agli ordini di Invrea, con in organico appunto il Centro Militare "A" (organico previsto 300 uomini), il Centro Militare "T" costituito da italiani residenti in Tunisia (organico previsto 2-300 uomini) e di stanza presso la caserma del 1º "Granatieri", ed il Centro Militare "I" (organico previsto 200 uomini) formato da prigionieri di guerra dell'Esercito dell'India Britannica, nel campo di Villa sulla Marina, sulla via Casilina.
Il Raggruppamento centri militari era comandato dal tenente colonnello di stato maggiore Massimo Invrea e fu costituito il 10 maggio 1942 per essere impiegato in operazioni di ricognizione, infiltrazione e sabotaggio dietro le linee nemiche, mediante mezzi insidiosi, camionette desertiche ed aviolancio. Il personale straniero era composto da collaborazionisti, esuli, studenti e prigionieri di guerra nordafricani ed indiani e da cittadini italiani residenti in questi paesi. Addestrata a Tivoli ed a Tarquinia (alla scuola paracadutisti), il 23 ottobre 1942 l'unità viene ridenominata Raggruppamento "Frecce Rosse", probabilmente in onore della Brigata "Frecce Nere" del Corpo Truppe Volontarie con la quale aveva combattuto il comandante Invrea. Con l'unità superiore, cambiano denominazione anche i centri, rispettivamente in Gruppo formazioni "A", Battaglione "Azad Hindoustan" e Battaglione d'assalto T. Il 10 novembre il battaglione indiano fu sciolto per l'ammutinamento del personale, che fu reinternato nei campi di prigionia.

### Impiego operativo
A dicembre l'OKW comunicò agli italiani che la Wehrmacht aveva intenzione di inviare l'unità araba Deutsche-Arabische Lehr (DAL) sul fronte africano. Il Comando Supremo, per non lasciare l'iniziativa ai tedeschi, sollecitò il SIM ad affrettare i preparativi per l'invio del Muftì e dell'unità araba. Il 15 dicembre il Comando di Raggruppamento partì in aereo per la Tunisia per preparare l'arrivo delle truppe. Il 2 gennaio 1943 il Comando Supremo impartì l'ordine di partenza dei centri militari per quel teatro, dove sarebbero stati impiegati come normali forze di terra. I 440 uomini del Gruppo Formazioni "A" ed i 250 del Battaglione d'Assalto "T" furono assegnati alla 1ª Divisione fanteria "Superga".
Il Gruppo "A" giunse al fronte il 25 gennaio nella zona di Chakeur. Il 28 ebbe il battesimo del fuoco, scontrandosi con la 1ª Divisione americana; l'unità soffrì pesanti perdite, con 22 caduti, 43 feriti e 36 dispersi, e fu costretta a ripiegare su Djebel Halfa. Il 3 febbraio furono aggregati 200 volontari della comunità italiana di Tunisia. L'unità seguì le sorti delle forze italiane fino al giorno della resa in terra d'Africa, l'11 maggio, lasciando sul terreno in totale 65 morti, 161 feriti e 76 dispersi.
Il Battaglione "T" all'inizio di aprile si scontrò, nella zona di Ousseltia, con le forze della Francia libera, perdendo l'intera 2ª Compagnia. Il resto delle forze dovette affrontare una lunga marcia fino ai Monti Zares, dove sostenne brillantemente un altro scontro con i francesi, al comando del maggiore Leo Cataldo. Il 11 maggio si arrese infine alla Legione straniera francese.

### Battaglione d'Assalto Motorizzato
A fine maggio i superstiti ed il personale rimasto in patria era operativo a Roma ed assegnato alla difesa della capitale. L'unica compagnia tunisina rimasta confluì nel Gruppo Formazioni "A", che venne trasformato il 15 agosto 1943 in Battaglione d'Assalto Motorizzato. Il battaglione fu dotato di 24 camionette AS42 "Metropolitane" e di 16 AS43.

### Difesa di Roma e scioglimento
L'8 settembre, alla proclamazione dell'armistizio di Cassibile, il Battaglione era mobilitato e dislocato nei punti nevralgici della capitale. Nel caos che aveva travolto le forze armate italiane, il comandante Paradisi si mise a disposizione del generale Gioacchino Solinas, comandante della 21ª Divisione fanteria "Granatieri di Sardegna", che inserì le compagnie nel dispositivo approntato per la disperata difesa della capitale. In particolare la Compagnia Camionette partecipò alla battaglia di Porta San Paolo del 9 settembre, subendo gravi perdite, tra le quali lo stesso comandante di compagnia. Lo stesso giorno la 2ª Compagnia d'Assalto, rimasta di presidio a Monterotondo insieme ad altri reparti dell'esercito e dei carabinieri, impedì la cattura dello Stato Maggiore, tenendo sotto scacco un reparto di 800 paracadutisti tedeschi.
In seguito alla resa del 10 settembre, le compagnie, ultime eredi del Raggruppamento, si sbandarono. Buona parte del personale confluì nelle forze della Repubblica Sociale Italiana, ma anche nell'esercito del Regno del Sud. Alcuni elementi, per la loro conoscenza delle lingue, furono cooptati dal Security Service britannico e dall'Abwehr tedesco. Un militare del battaglione finì tra le vittime dell'eccidio delle Fosse Ardeatine.

## I reparti del Raggruppamento

### Gruppo Formazioni "A"
Trae origine dal Centro "A", costituitosi il 1º maggio 1942 al comando del maggiore Ugo Donati. Era formato da volontari arabi provenienti da Iraq, Palestina, Transgiordania, Persia e da cittadini italiani residenti in tali paesi. Durante l'offensiva di Erwin Rommel in nordafrica, dal Centro A fu distaccato un Reparto missioni speciali (MS), 9 ufficiali, 13 sottufficiali e 87 militari italiani e 6 ufficiali, 7 sottufficiali e 65 militari arabi, tutti volontari. Le disfatte su quel fronte colsero il Reparto MS ancora in fase di approntamento, cosicché esso rimase a Napoli. Il 23 ottobre 1942 il Centro A fu ridenominato Gruppo Formazioni "A", con una forza di 110 arabi e 43 ufficiali, 51 sottufficiali e 347 soldati nazionali. Alcune unità furono inviate in nordafrica dove presero parte alla campagna di Tunisia fino alla resa delle forze dell'Asse. I reparti superstiti vennero riorganizzati in patria nel Battaglione d'Assalto Motorizzato, che dopo l'8 settembre prese parte alla difesa di Roma.

### Battaglione "Azad Hindoustan"

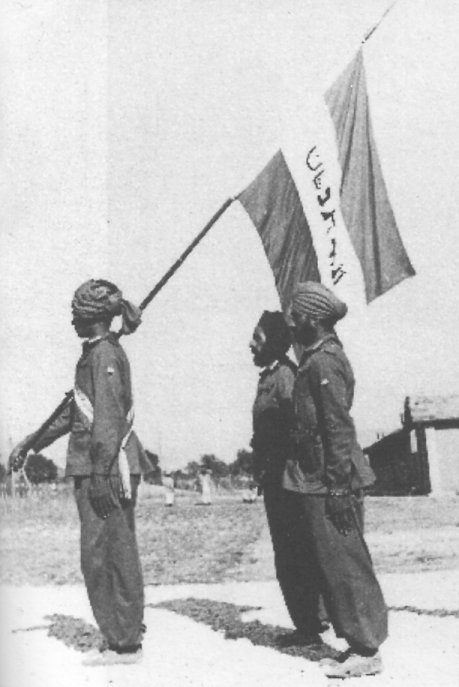
Gruppo bandiera del Battaglione "Azad Hindoustan".

Il battaglione, nato il 15 luglio 1942 come Centro "I" al comando del maggiore Luigi Vismara, era formato da sikh, maratti, rajput, punjabi, gurkha e persiani, oltre che personale italiano proveniente da quei paesi o comunque in grado di parlare in lingua inglese. Essi ricevettero l'addestramento da fanteria, mentre un plotone di 44 elementi fu inviato alla Scuola di Tarquinia, dove si brevettò per il lancio con paracadute. Il 23 ottobre, insieme al raggruppamento anche l'unità cambiò nome in Battaglione "Azad Hindoustan" ("India libera"). A causa della scarsa affidabilità, il reparto non ebbe mai il battesimo del fuoco. Il 10 novembre 1942, una settimana dopo la sconfitta italiana ad El Alamein, si ammutinarono non presentandosi all'appello; immediatamente disarmati, furono rispediti nei campi di prigionia.

### Battaglione d'Assalto "T"
L'unica unità straniera provata in combattimento fu il Battaglione d'assalto "T". Nella popolazione europea della Tunisia gli italiani quasi eguagliavano i francesi; allo scoppio delle ostilità centinaia di italo-tunisini rientrono in patria per arruolarsi. Molti di questi confluirono nel Centro "T", costituitosi nel luglio del 1942 agli ordini del maggiore Pasquale Ricciardi. Ad agosto la forza ammontava a soli 8 ufficiali, 6 sottufficiali e 22 graduati e truppa, ma a novembre già questa saliva rispettivamente a 51, 39 e 374; infine, quando gli Alleati sbarcarono in Africa nord-occidentale nell'ambito dell'Operazione Torch, affluirono numerosi volontari anche da Marocco ed Algeria, portando a dicembre la forza totale a 588 uomini. Un nucleo selezionato, addestrato per le operazioni speciali, fu inviato nel tardo dicembre in Tunisia, al servizio del Servizio informazioni militare. Il Centro "T" venne riorganizzato in Battaglione d'assalto "T" su tre Compagnie d'assalto ed una Compagnia CC.NN. (camicie nere della MVSN arruolate in Tunisia) ed a gennaio del 1943, insieme al Comando del Raggruppamento "Frecce Rosse", venne inviato in Tunisia. Arrivato al fronte il 25 gennaio, si scontra con forze statunitensi, riportando 22 caduti, 43 feriti e 36 dispersi su una forza totale di 450 uomini circa; l'unità seguì poi le sorti dei reparti italiani nella campagna di Tunisia. Una compagnia superstite fu aggregata al Battaglione d'Assalto Motorizzato.

## Uniforme

### Uniformi del Raggruppamento Centri Militari
L'uniforme del personale dei tre Centri Militari era costituita dalla "sahariana" coloniale d'ordinanza italiana, camicia e pantaloni da paracadutista, tutto in tela (la versione estiva) o panno (l'invernale) color cachi. Per quanto riguarda il Centro "A", il personale nazionale indossava la Bustina Coloniale Mod. 42, con visiera e coprinuca; gli arabi ed i musulmani, non potendo per precetto religioso coprire la fronte con la visiera, ebbero la Bustina Mod. 35; gli indiani usavano il tradizionale turbante in tela cachi. Fregi e mostreggiature differivano tra i tre reparti:
- Centro "A": sulle bustine, gli ufficiali (tutti nazionali) usavano il fregio dell'arma di origine, la truppa italiana il fregio dei granatieri in rayon nero e la truppa araba uno scudetto che riproduceva la bandiera nazionalista araba, rossa, bianca, nera e verde. La mostrina era rettangolare, con tre bande orizzontali nera, verde e bianca ed un trapezio rosso sul lato corto inferiore (praticamente una piccola bandiera nazionalista araba). Tutti i militari cittadini italiani caricavano tali mostrine con le stellette[22]. I carabinieri in servizio presso il reparto utilizzavano anch'essi la Bustina Mod. 42 ma con il proprio fregio ed i propri alamari; si distinguevano invece per il fregio omerale con i colori panarabi[23].
- Centro "I": solo gli italiani avevano il fregio sulle bustine, gli ufficiali quello d'origine e la truppa quello dei granatieri in rayon nero. Sui turbanti degli indiani invece non veniva apposto nessun fregio. Tutto il personale invece indossava lo scudetto omerale con i con i colori zafferano, bianco e verde della bandiera del Congresso Nazionale Indiano. Uguali per tutti anche le mostrine, rettangolari a tre bande orizzontali zafferano, bianco e verde; anche queste, per il personale di cittadinanza italiana, erano caricate con le stellette militari[23].
- Centro "T": composto da soli italiani, fregio e mostrine erano uguali per tutti. Il fregio era per tutti la granata nera dei granatieri, mentre la mostrina riproduceva il tricolore italiano ed era dotata di stelletta[23].
- Carabinieri Reali in servizio di polizia militare nel Raggruppamento: indossavano la stessa uniforme del personale, ma guarnita con il proprio fregio e gli alamari. Quelli in servizio con i centri "A" e "I" si distinguevano per lo scudetto omerale con i colori panarabi o indiani[23].

Per tutti i distintivi di grado erano quelli del Regio Esercito e gli ufficiali in particolare utilizzavano le controspalline coloniali, nere bordate di rosso.

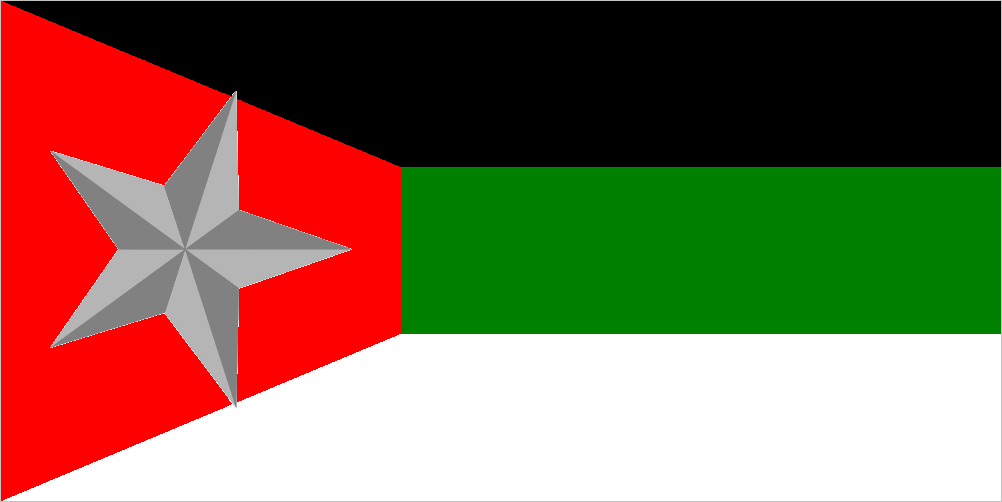
Mostrina del Centro A (per nazionali)
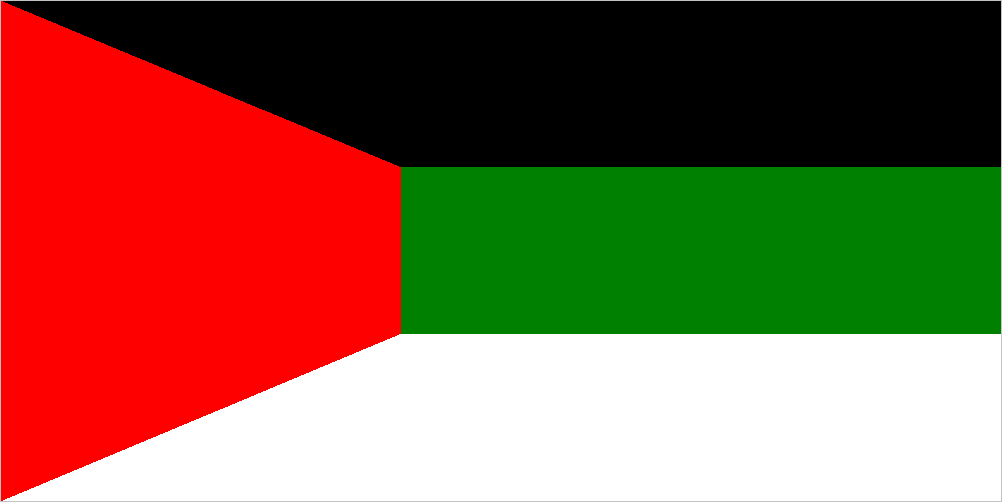
Mostrina del Centro A (per non nazionali)
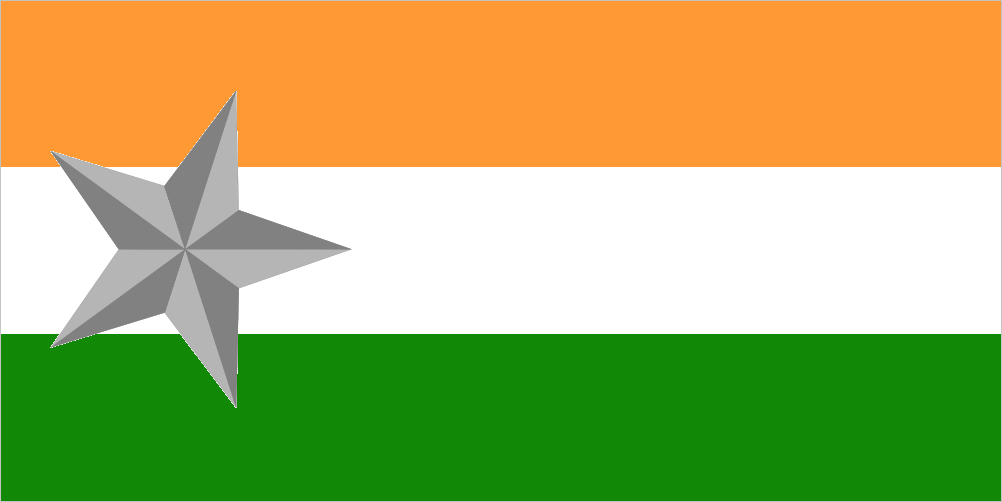
Mostrina del Centro I (per nazionali)
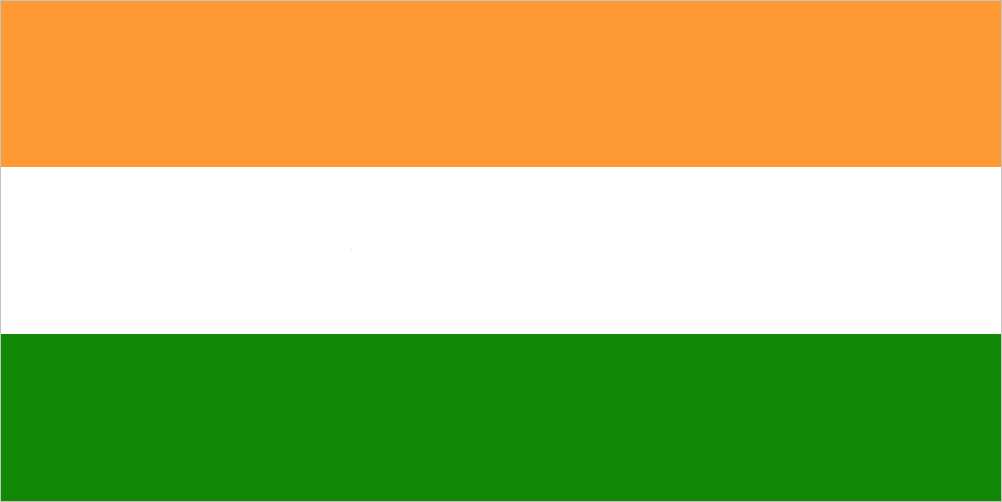
Mostrina del Centro I (per non nazionali)
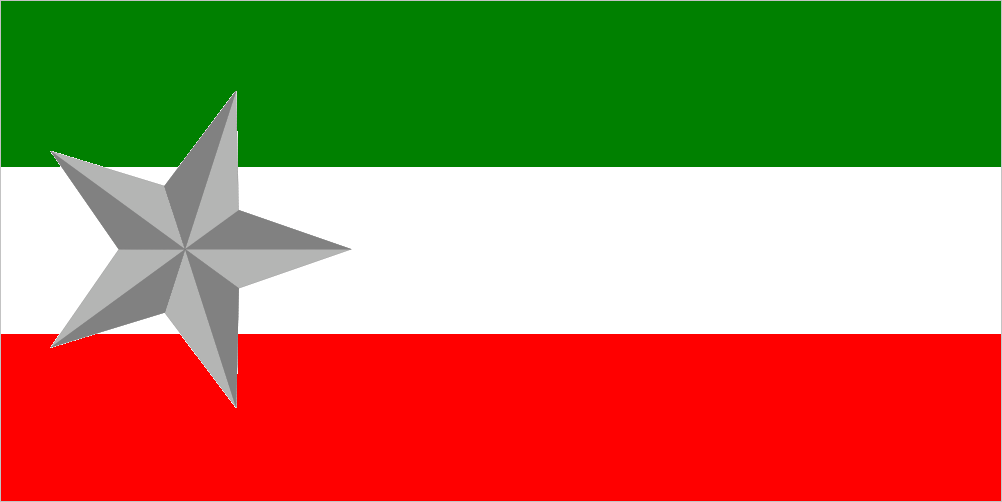
Mostrina del Centro T (per nazionali)

### Uniformi del Raggruppamento "Frecce Rosse"
Con la trasformazione in Raggruppamento "Frecce Rosse" fu adottato un nuovo fregio in filo di rayon rosso, costituito da un cerchio ed un serto di alloro racchiudenti un fascio di tre frecce, a rappresentare i tre reparti. Questo nuovo fregio era indossato sia dal personale arabo sia dalla truppa italiana sulla bustina e sull'elmetto, mentre gli ufficiali, gli indiani, i genieri ed i carabinieri continuavano a portarlo sul braccio. Invece l'uniforme e le mostreggiature dei singoli centri rimasero invariate. Le principali variazioni furono:
- Gruppo Formazioni "A": nuovo fregio su bustina ed elmetto per tutto il personale, arabo e nazionale; per tutti scudetto panarabo sul braccio;
- Battaglione "Azad Hindoustan": nuovo fregio sulle bustine per gli italiani, nessun fregio sui turbanti degli indiani; per tutti scudetto omerale con i colori indiani;
- Battaglione d'Assalto "T": nuovo fregio sulle bustine e fregio degli arditi sul braccio;
- Compagnia CC.NN. del Battaglione d'Assalto "T": si distingueva per il fez nero, la camicia nera e le fiamme nere con fascetti littori (intersecati con la "M" rossa per il personale proveniente dai Battaglioni M) sul bavero al posto delle mostrine tricolori con le stellette[23];
- Carabinieri Reali: nuovo fregio sul braccio;
- Plotone radio-telegrafisti: nuovo fregio rosso sulle bustine e mostrine del genio.
- Plotoni paracadutisti del "Azad Hindoustan" e del Battaglione "T": si fregiavano del relativo distintivo italiano, formato da un paracadute in filo di rayon bianco cucito sull'avambraccio sinistro[28], e portavano le rispettive mostrine accorciate, che sottopannavano quelle azzurre delle divisioni paracadutisti;
- ufficiali provenienti dall Stato Maggiore: nuovo fregio sul braccio, aquila dello Stato Maggiore sulle bustine, mostrine dello Stato Maggiore sottopannate con quelle tricolori verde, bianco e rosso.

## Equipaggiamento
I reparti del Raggruppamento erano equipaggiati con armi e buffetterie d'ordinanza del Regio Esercito. A differenza della fanteria ordinaria, erano dotati di armi automatiche in luogo del normale fucile Carcano Mod. 91. Le unità, pensate come unità leggere, non erano dotate di armi di accompagnamento e controcarro. L'armamento individuale e di reparto comprendeva:
- mitra Beretta MAB 38: calibro 9 mm;
- baionetta-pugnale Mod. 38;
- tromboncino lanciabombe Mod. 43[29]: da 30 mm, copia del tedesco GwGrGer M43 (Gewehrgranatgerät M43);
- fucile mitragliatore Breda Mod. 30: calibro 6,5 mm;
- pistola semiautomatica Beretta M34: calibro 9 mm;
- pugnale Mod. 1935 da Marcia[30] (solo per la Compagnia CC.NN. del Battaglione d'Assalto "T");
- elmetto M33.

## Ordine di battaglia: maggio 1942
- Comando di raggruppamento
- Centro "A"
  - I Reparto "Wahda"
    - cinque plotoni

  - Reparto Guide-Esploratori
    - tre plotoni
- Centro "I"
  - Cinque plotoni fucilieri
  - Plotone mitraglieri
  - Plotone paracadutisti
- Centro "T"
- Sezione radiotelegrafisti (italiani)
- Sezione sussistenza (italiani)
- Sezione CC.RR. (italiani)

## Ordine di battaglia: agosto-settembre 1942
- Comando di raggruppamento
- Gruppo Formazioni "A"
  - I Reparto "Wahda"
  - Reparto missioni speciali
  - Reparto Guide-Esploratori
- Battaglione "Azad Hindoustan"
  - Compagnia fucilieri autoportata (indiani)
  - Compagnia mitraglieri autoportata (indiani)
  - Plotone paracadutisti (indiani)
  - Plotone italiani d'oltremare.
- Battaglione d'assalto "T"
  - tre compagnie d'assalto
  - Compagnia CC.NN.
- Sezione radiotelegrafisti (italiani)
- Sezione sussistenza (italiani)
- Sezione CC.RR. (italiani)